# Albin Nyamoya
Albin Nyamoya (ur. 27 lipca 1924 w Ibuye w prowincji Ngozi, zm. 30 stycznia 2001) – burundyjski polityk, weterynarz i urzędnik, kilkukrotny minister w latach 1964–1965 i 1972–1973 premier Burundi.

## Życiorys
Należał do grupy etnicznej Tutsi, pochodził z prowincji Ngozi. Od 1938 do 1944 uczył się w Butare (wówczas Astrida, obecnie na terenie Rwandy). Od 1945 do 1961 pracował jako asystent weterynaryjny w różnych miastach, m.in. Muyinga, Bururi, Cankuzo, Ngozi i Astridzie.
Od 1958 należał do Unii na rzecz Postępu Narodowego, w 1961 po raz pierwszy został z jej ramienia parlamentarzystą. 29 września 1961 został ministrem rolnictwa i inwentarza. W marcu 1963 został ministrem spraw wewnętrznych. 6 kwietnia 1964 objął funkcję szefa rządu jako kandydat kompromisowy podczas konfliktów i otwartych walk między Tutsi a Hutu. Zakończył pełnienie funkcji 7 stycznia 1965; od 1965 do 1966 był dodatkowo ministrem stanu. W 1965 ponownie wybrany deputowanym, a także szefem partii (pełnił tę funkcję do powołania republiki w listopadzie 1966). Powrócił następnie do resortu rolnictwa, został w nim inspektorem generalnym, następnie (1968) dyrektorem generalnym i w marcu 1970 – ponownie jego szefem.
Po raz kolejny objął odtworzone stanowisko szefa rządu (a także ministra spraw wewnętrznych) w 1972 z inicjatywy prezydenta Michela Micombero podczas powstania wznieconego przez Hutu. Po jego zakończeniu urząd szefa rządu został zlikwidowany. W 1976 został osobą odpowiedzialną za reorganizację ugrupowania. Od 1982 do 1987 zasiadał w parlamencie. W ostatnich latach życia związany z organizacjami zajmującymi się rozwojem.
Był żonaty z Mélanie Sinduhije, miał dziesięcioro dzieci. Odznaczony Orderem Za Zasługi dla Ojczyzny (1985).